# Южноукраїнська міська рада
Південноукраїнська міська́ ра́да — орган місцевого самоврядування в Миколаївській області. Адміністративний центр — місто обласного значення Південноукраїнськ.

## Загальні відомості
- Южноукраїнська міська рада діє з 1987 року.
- Територія ради: 24,38 км²
- Населення ради: 40 404 особи (станом на 1 березня 2014 року)
- Територією ради протікає річка Південний Буг.

## Населені пункти
Міській раді підпорядковані населені пункти:
- м. Південноукраїнськ

## Склад ради
Рада складається з 34 депутатів та голови.
- Голова ради: Пароконний Віктор Кирилович
- Секретар ради:

### Керівний склад попередніх скликань
| ПІБ                             | Основні відомості                                                                                | Дата обрання | Дата звільнення |
| ------------------------------- | ------------------------------------------------------------------------------------------------ | ------------ | --------------- |
| Кичак Валерій Леонідович        | Міський голова, 1964 року народження, безпартійний                                               | 26.03.2006   | 31.10.2010      |
| Стулін Андрій Миколайович       | Міський голова, 1968 року народження, освіта вища, член Всеукраїнського об'єднання «Батьківщина» | 31.10.2010   | 09.09.2012      |
| Кваснєвський Євген Анатолійович | Міський голова, 1972 року народження, освіта вища, безпартійний                                  | 09.09.2012   | 20.11.2014      |
| Пароконний Віктор Кирилович     | Міський голова, 1949 року народження, освіта вища, безпартійний                                  | 25.10.2015   |                 |

Примітка: таблиця складена за даними джерела

### Депутати
За результатами місцевих виборів 2015 року депутатами ради стали:

#### За суб'єктами висування
| Суб'єкт висування                                       | Кількість обраних депутатів | %     |
| ------------------------------------------------------- | --------------------------- | ----- |
| Українська партія «Єдність»                             | 16                          | 47.06 |
| Політична партія «Опозиційний блок»                     | 4                           | 11.76 |
| Політична партія «Наш край»                             | 4                           | 11.76 |
| БПП «Солідарність»                                      | 4                           | 11.76 |
| Політична партія Всеукраїнське об'єднання «Батьківщина» | 2                           | 5.88  |
| Всеукраїнське об'єднання «Свобода»                      | 2                           | 5.88  |
| «УКРОП»                                                 | 2                           | 5.88  |